# 卡爾瓦蓬塔山
8°57′S 77°57′W / 8.950°S 77.950°W

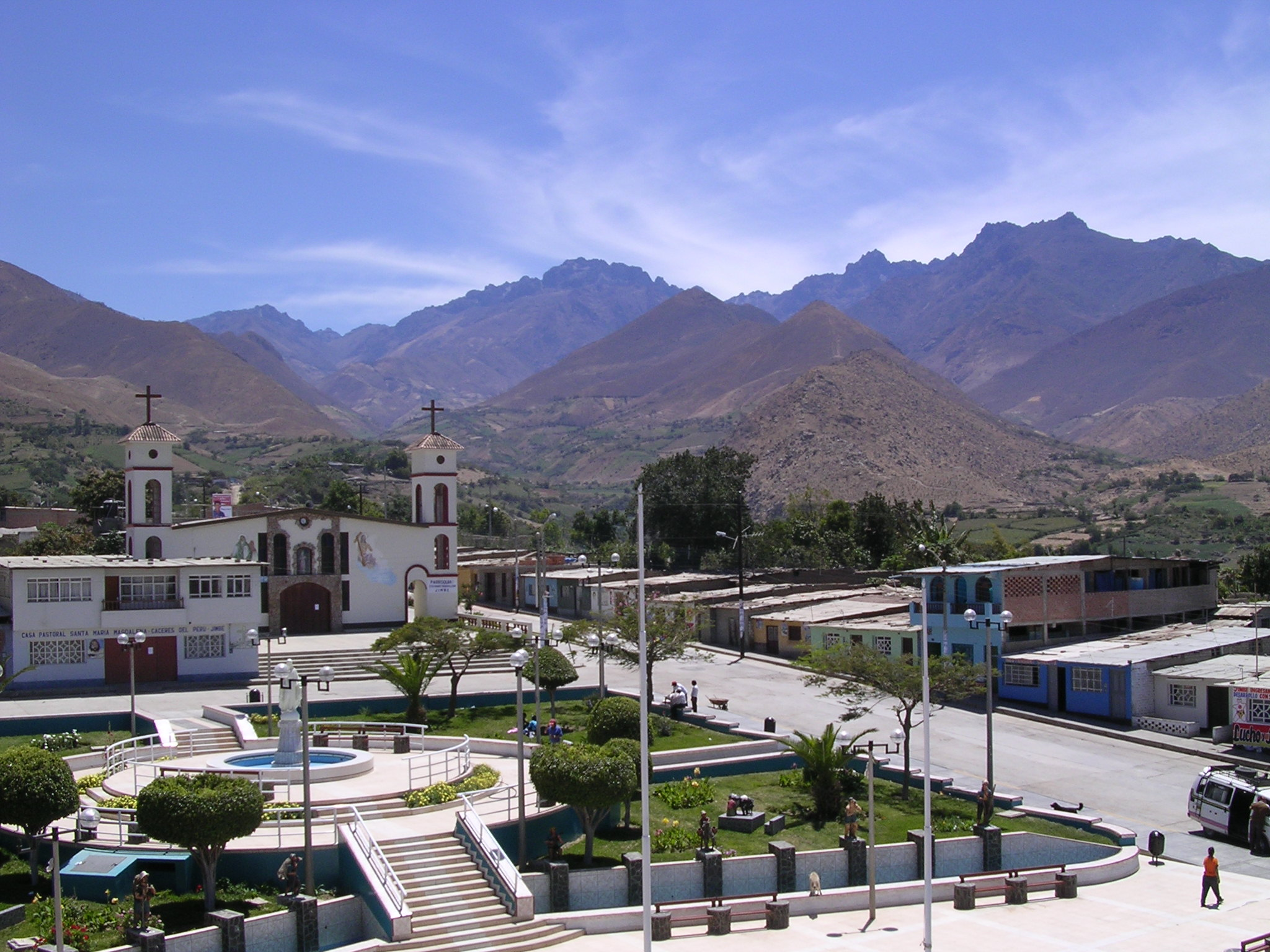

卡爾瓦蓬塔山（西班牙語：Flery Punta），是秘魯的山峰，位於該國北部安卡什大區，屬於安第斯山脈中內格拉山脈的一部分，該山峰海拔高度5,073米。